# Miss Mundo Paraguay 2016
El Miss Mundo Paraguay 2016 fue la primera edición del Miss Mundo Paraguay después de que la organización haya decidido crear eventos por separado para los dos concursos más importantes del mundo, Miss Universo y Miss Mundo. Al final del evento Simon Freitag fue elegida como la representante paraguaya a competir en el Miss Mundo 2016. Además se le eligió a Vanessa Ramirez como la representante de Paraguay para el Miss Tierra 2016.
El evento se llevó a cabo el 6 de agosto, la sede del certamen fue la ciudad de Encarnación, a unos 365 km de la capital paraguaya y fue transmitido por TVS.
Un evento diferente se estará desarrollando para elegir a las representantes paraguayas al Miss Universo, Miss Internacional y Miss Supranacional llamado Miss Universo Paraguay 2016.

## Resultados
| Título/Puesto        | Participante                 |
| -------------------- | ---------------------------- |
| Miss Mundo Paraguay  | Alto Paraná - Simone Freitag |
| Miss Tierra Paraguay | Areguá - Vanessa Ramírez     |
| Primera finalista    | Asunción - Jessica Torres    |
| Segunda finalista    | Cordillera - Atenas Aranda   |
| Tercera finalista    | Guairá - Camila Ayala        |
| Cuarta finalista     | San Pedro - Sannie Méndez    |
| Quinta finalista     | Itapúa - Dahiana Petta       |

## Premios especiales
| Premio              | Participante                   |
| ------------------- | ------------------------------ |
| Miss Redes Sociales | Asunción - Jessica Torres      |
| Miss Fotogénica     | San Pedro - Sannie Méndez      |
| Miss Amistad        | Concepción - Yannina Albertini |
| Miss Talento        | Asunción - Jessica Torres      |
| Miss Deportes       | Itapúa - Dahiana Petta         |
| Miss Top Model      | Alto Paraná - Simone Freitag   |

## Candidatas
| Departamento/Ciudad | Candidata                         | Edad | Estatura (m) | Procedencia         |
| ------------------- | --------------------------------- | ---- | ------------ | ------------------- |
| Alto Paraná         | Simone Patricia Freitag Krutzman  | 22   | 1,75         | Santa Rita          |
| Areguá              | Vanessa Alexandra Ramírez Cabrera | 21   | 1,75         | Areguá              |
| Asunción            | Jessica Torres Martínez           | 25   | 1,75         | Asunción            |
| Boquerón            | María Alejandra Ruiz Díaz Ibarra  | 18   | 1,78         | Loma Plata          |
| Caaguazú            | Bianca Araceli Lesme Portillo     | 20   | 1,65         | Caaguazú            |
| Caazapá             | Claudia María Fariña Acuña        | 19   | 1,67         | Caazapá             |
| Canindeyú           | Luz Mariel Gómez Cardozo          | 20   | 1,74         | Salto del Guairá    |
| Concepción          | Yannina Victoria Albertini Zárate | 18   | 1,65         | Concepción          |
| Cordillera          | Atenas Mariel Aranda Duarte       | 19   | 1,70         | Piribebuy           |
| Fernando de la Mora | Micaela Bogado Pedrozo            | 18   | 1,72         | Fernando de la Mora |
| Guairá              | María Camila Ayala Irala          | 20   | 1,76         | Villarrica          |
| Itapúa              | Dahiana Patricia Petta            | 18   | 1,73         | Encarnación         |
| Lambaré             | Analiz Monserrat Blanco Ozorio    | 22   | 1,74         | Lambaré             |
| Misiones            | María del Mar Quiñones Cálcena    | 20   | 1,65         | San Juan Bautista   |
| Ñeembucú            | Laura Belén Cristaldo Burgos      | 20   | 1,74         | Pilar               |
| Paraguarí           | María Belén Ramírez Gallardo      | 19   | 1,72         | La Colmena          |
| San Lorenzo         | Juana Analía Riquelme Jara        | 25   | 1,72         | San Lorenzo         |
| San Pedro           | Sannie Micaela Méndez García      | 18   | 1,73         | Choré               |

### Representaciones internacionales
Luego de la gala final, estas candidatas representarán a Paraguay en los distintos certámenes internacionales:
| Candidata       | Certamen                     | Fecha                    | Lugar                     | Puesto |
| --------------- | ---------------------------- | ------------------------ | ------------------------- | ------ |
| Atenas Aranda   | Miss Continentes Unidos 2016 | 24 de septiembre de 2016 | Guayaquil, Ecuador        | -      |
| Sannie Mendez   | Miss América Latina 2016     | 30 de septiembre de 2016 | Cancún, México            | -      |
| Camila Ayala    | Miss Model of the World 2016 | 16 de octubre de 2016    | Hong Kong, China          | -      |
| Vanessa Ramírez | Miss Tierra 2016             | 29 de octubre de 2016    | Manila, Filipinas         | -      |
| Simone Freitag  | Miss Mundo 2016              | 20 de diciembre de 2016  | Washington D. C., EE. UU. | -      |

## Jurado
- Luis Sánchez, intendente de la ciudad de Encarnación
- Stephanía Stegman, Miss Supranational 2015
- Giovanna Cordeiro, Miss Mundo Paraguay 2015
- Mariela Candia, Miss Mundo Paraguay 1999
- Adriana Diaz, Miss Mundo Argentina 1998
- Marcelo Ferrari, estilista
- Andrea Roxell, estilista